# Colaspis pseudofavosa
Colaspis pseudofavosa är en skalbaggsart som beskrevs av E. Riley 1978. Colaspis pseudofavosa ingår i släktet Colaspis och familjen bladbaggar. Inga underarter finns listade i Catalogue of Life.